# Zé Carlos (calciatore 2001)
Zé Carlos, pseudonimo di José Carlos Natário Ferreira (Matosinhos, 30 ottobre 2001), è un calciatore portoghese, centrocampista del Vitória Guimarães.

## Carriera

### Club
Cresciuto nel settore giovanile del Varzim, ha esordito in prima squadra il 28 agosto 2021, in occasione dell'incontro di Segunda Liga perso in trasferta per 2-1 contro il Nacional.
Il 26 agosto 2022 è stato ceduto in prestito con diritto di riscatto al Vitória Guimarães. Il 3 settembre successivo ha esordito in Primeira Liga, disputando l'incontro perso 1-0 sul campo del Braga.

### Nazionale
Nel 2022 ha esordito con la nazionale portoghese Under-21.

## Statistiche

### Presenze e reti nei club
Statistiche aggiornate al 2 ottobre 2022.
| Stagione        | Squadra           | Campionato      | Campionato | Campionato | Coppe nazionali | Coppe nazionali | Coppe nazionali | Coppe continentali | Coppe continentali | Coppe continentali | Altre coppe | Altre coppe | Altre coppe | Totale | Totale |
| Stagione        | Squadra           | Comp            | Pres       | Reti       | Comp            | Pres            | Reti            | Comp               | Pres               | Reti               | Comp        | Pres        | Reti        | Pres   | Reti   |
| --------------- | ----------------- | --------------- | ---------- | ---------- | --------------- | --------------- | --------------- | ------------------ | ------------------ | ------------------ | ----------- | ----------- | ----------- | ------ | ------ |
| 2021-2022       | Varzim            | LdH             | 22         | 1          | CP+CdL          | 3+0             | 0               |                    | -                  | -                  |             | -           | -           | 25     | 1      |
| 2022-2023       | Vitória Guimarães | PL              | 4          | 0          | CP+CdL          | 0               | 0               | UECL               | 0                  | 0                  |             | -           | -           | 4      | 0      |
| Totale carriera | Totale carriera   | Totale carriera | 26         | 1          |                 | 3               | 0               |                    | 0                  | 0                  |             | -           | -           | 29     | 1      |